# Janie Fricke

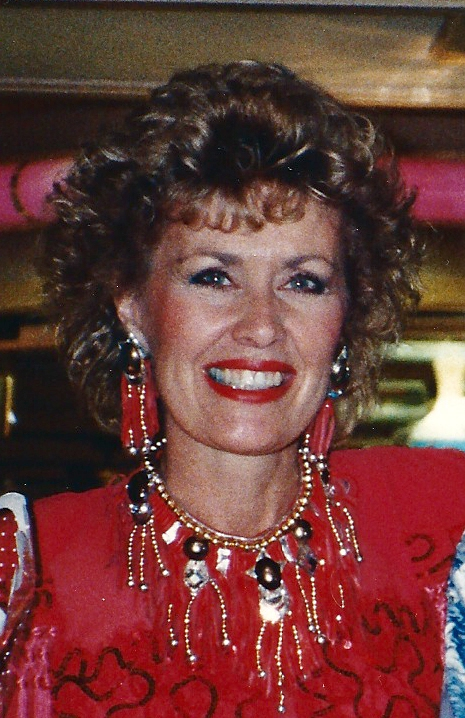
Janie Fricke

Janie Fricke (* 19. Dezember 1947 in South Whitney, Indiana), eigentlich Jane Marie Fricke, zeitweise auch Janie Frickie, ist eine US-amerikanische Country-Sängerin.

## Anfänge
Janie wuchs auf einer Farm im US-Bundesstaat Indiana auf. Von ihren Eltern beeinflusst – der Vater war Gitarrist, und die Mutter spielte Orgel – entwickelte sie schon als Kind eine Leidenschaft für Musik. Während ihrer Collegezeit verdiente sie Geld mit dem Einspielen von gesungenen Werbespots, sogenannten Jingles. Dank ihrer außergewöhnlich schönen Stimme erreichte sie in der Szene schnell einen gewissen Bekanntheitsgrad. 1972, nach Abschluss ihres Lehramtsstudiums, beschloss sie daher, es zunächst mit einer Karriere in der Musikwelt zu versuchen.
Die Suche nach interessanten und lukrativen Aufgaben führte sie nach Memphis, Dallas, Los Angeles und schließlich, 1975, nach Nashville. In der Music City entwickelte sie sich schnell zu einer gefragten Backup-Sängerin. Im Laufe der Jahre wirkte sie bei der Produktion von mehr als 1200 Alben mit. Mit praktisch allen Großen arbeitete sie zusammen, mit Elvis Presley stand sie bei einem Konzert in Memphis auf der Bühne.

## Karriere
Der etablierte Country-Musiker Johnny Duncan wurde auf die talentierte Sängerin aufmerksam und ließ sie bei seinen Aufnahmen einige Solo-Passagen singen. Das wiederum erregte das Interesse des einflussreichen Produzenten Billy Sherrill. Es kostete etwas Mühe, Janie Fricke zu einer Solokarriere zu überreden. Sie war als Backup-Sängerin gut im Geschäft und scheute den Tourneestress, dem sich Musiker mit eigenen Platten unterwerfen mussten.
Ihre ersten Singles wurden 1977 für das Columbia Label produziert. Sie erreichten respektable Hitparadenpositionen. Ein Jahr später schaffte sie mit dem im Duett mit Charlie Rich gesungenen On My Knees ihren ersten Nummer-1-Hit. Ein Problem war ihre gesangliche Vielfältigkeit. Sie beherrschte zahlreiche Stilrichtungen und war entsprechend schwer einzuordnen. Ihre Nähe zur Pop-Musik war aber in den damaligen Jahren keineswegs ungewöhnlich für eine Country-Sängerin.
1982 wechselte sie den Produzenten. Unter Bob Montgomery wurden auf Anhieb zwei weitere Nummer-1-Hits eingespielt: He’s A Heartache (Looking For A Place To Happen) und Tell Me A Lie. Im gleichen Jahr und auch 1983 gewann sie den CMA Award „Country-Sängerin des Jahres“. Weitere Auszeichnungen und weitere Top-Hits folgten. Mitte der achtziger Jahre benannte sie sich für kurze Zeit in „Janie Frickie“ um. Ihre Schallplattenverkäufe ließen spürbar nach. 1989 verlor sie den Vertrag mit dem Columbia-Label.
1992 unterzeichnete sie einen Vertrag bei dem neu gegründeten Branson Entertainment Label. Hier wurden zwei Alben produziert, mit denen sie aber nicht mehr an die Erfolge der Vergangenheit anknüpfen konnte. In den folgenden Jahrzehnten erschienen in unregelmäßigen Abständen neue Alben auf kleineren Labels, darunter 2004 The Bluegrass Sessions, das 2012 noch einmal als Country Side of Bluegrass aufgelegt wurde. Im Gegensatz zu ihren großen Erfolg mit Country-Pop war dieses Werk im Bluegrass verwurzelt.

## Diskografie

### Alben
| Jahr | Titel                                   | Höchstplatzierung, Gesamtwochen, AuszeichnungChartsChartplatzierungen (Jahr, Titel, Platzierungen, Wochen, Auszeichnungen, Anmerkungen) | Anmerkungen |
| Jahr | Titel                                   | Country | Anmerkungen |
| ---- | --------------------------------------- | --- | ----------- |
| 1980 | I’ll Need Someone to Hold Me When I Cry | Country28 (21 Wo.)Country |             |
| 1981 | Sleeping with Your Memory               | Country42 (27 Wo.)Country |             |
| 1982 | It Ain’t Easy                           | Country15 (58 Wo.)Country |             |
| 1983 | Love Lies                               | Country10 (52 Wo.)Country |             |
| 1984 | The First Word in Memory                | Country17 (32 Wo.)Country |             |
| 1985 | Somebody Else’s Fire                    | Country21 (39 Wo.)Country |             |
| 1986 | Black and White                         | Country1 (35 Wo.)Country |             |
| 1987 | After Midnight                          | Country29 (19 Wo.)Country |             |
| 1988 | Saddle the Wind                         | Country64 (9 Wo.)Country |             |
| 1989 | Labor of Love                           | Country64 (13 Wo.)Country |             |

Weitere Alben
- 1978: Singer of Songs
- 1979: Love Notes
- 1979: From the Heart
- 1980: Nice ’n Easy (mit Johnny Duncan)
- 1991: Great Movie Themes
- 1991: Janie Fricke
- 1992: Crossroads: Hymns of Faith
- 1995: Now and Then
- 2000: Bouncin’ Back
- 2003: Tributes to My Heroes
- 2004: The Bluegrass Sessions (auch als Country Side of Bluegrass veröffentlicht)
- 2008: Roses and Lace

### Livealben
- 2002: Live at Billy Bob’s Texas

### Kompilationen
| Jahr | Titel                  | Höchstplatzierung, Gesamtwochen, AuszeichnungChartsChartplatzierungen (Jahr, Titel, Platzierungen, Wochen, Auszeichnungen, Anmerkungen) | Anmerkungen |
| Jahr | Titel                  | Country | Anmerkungen |
| ---- | ---------------------- | --- | ----------- |
| 1982 | Greatest Hits          | Country34 (25 Wo.)Country |             |
| 1985 | The Very Best of Janie | Country33 (37 Wo.)Country |             |
| 1987 | Celebration            | Country63 (16 Wo.)Country |             |

Weitere Kompilationen
- 1986: I Love Country
- 1986: 17 Greatest Hits
- 1995: Sweet and Sassy
- 1999: Super Hits
- 1999: Anthology
- 2006: Golden Legends: Janie Fricke
- 2018: The Essential Janie Fricke

### Singles
| Jahr | Titel Album                                                          | Höchstplatzierung, Gesamtwochen, AuszeichnungChartsChartplatzierungen (Jahr, Titel, Album, Platzierungen, Wochen, Auszeichnungen, Anmerkungen) | Anmerkungen       |
| Jahr | Titel Album                                                          | Country | Anmerkungen       |
| ---- | -------------------------------------------------------------------- | --- | ----------------- |
| 1977 | What’re You Doing Tonight Singer of Songs                            | Country21 (13 Wo.)Country |                   |
| 1978 | Baby It’s You Singer of Songs                                        | Country21 (12 Wo.)Country |                   |
| 1978 | Please Help Me, I’m Falling (In Love With You) Singer of Songs       | Country12 (13 Wo.)Country |                   |
| 1978 | Playin’ Hard to Get Love Notes                                       | Country22 (12 Wo.)Country |                   |
| 1979 | I’ll Love Away Your Troubles for Awhile Love Notes                   | Country14 (12 Wo.)Country |                   |
| 1979 | Let’s Try Again Love Notes                                           | Country28 (10 Wo.)Country |                   |
| 1979 | But Love Me From the Heart                                           | Country26 (13 Wo.)Country |                   |
| 1980 | Pass Me By (If You’re Only Passing Through) From the Heart           | Country22 (12 Wo.)Country |                   |
| 1980 | He’s Out of My Life Nice ’n Easy                                     | Country17 (14 Wo.)Country | mit Johnny Duncan |
| 1980 | Down to My Last Broken Heart I’ll Need Someone to Hold Me When I Cry | Country2 (18 Wo.)Country |                   |
| 1981 | Pride I’ll Need Someone to Hold Me When I Cry                        | Country12 (14 Wo.)Country |                   |
| 1981 | I’ll Need Someone to Hold Me When I Cry                              | Country12 (18 Wo.)Country |                   |
| 1981 | Do Me with Love Sleeping with Your Memory                            | Country4 (19 Wo.)Country |                   |
| 1982 | Don’t Worry ’bout Me Baby Sleeping with Your Memory                  | Country1 (18 Wo.)Country |                   |
| 1982 | It Ain’t Easy Bein’ Easy It Ain’t Easy                               | Country1 (19 Wo.)Country |                   |
| 1983 | You Don’t Know Love It Ain’t Easy                                    | Country4 (19 Wo.)Country |                   |
| 1983 | He’s a Heartache (Looking for a Place to Happen) It Ain’t Easy       | Country1 (20 Wo.)Country |                   |
| 1983 | Tell Me a Lie Love Lies                                              | Country1 (20 Wo.)Country |                   |
| 1984 | Let’s Stop Talkin’ About It Love Lies                                | Country1 (18 Wo.)Country |                   |
| 1984 | If the Fall Don’t Get You Love Lies                                  | Country8 (17 Wo.)Country |                   |
| 1984 | Your Heart’s Not in It The First Word in Memory                      | Country1 (23 Wo.)Country |                   |
| 1984 | The First Word in Memory Is Me The First Word in Memory              | Country1 (19 Wo.)Country |                   |
| 1985 | She’s Single Again Somebody Else’s Fire                              | Country2 (22 Wo.)Country |                   |
| 1985 | Somebody Else’s Fire                                                 | Country4 (23 Wo.)Country |                   |
| 1986 | Easy to Please Somebody Else’s Fire                                  | Country5 (22 Wo.)Country |                   |
| 1986 | Always Have, Always Will Black and White                             | Country1 (22 Wo.)Country |                   |
| 1986 | When a Woman Cries Black and White                                   | Country20 (16 Wo.)Country |                   |
| 1987 | Are You Satisfied? After Midnight                                    | Country32 (11 Wo.)Country |                   |
| 1987 | Baby You’re Gone After Midnight                                      | Country63 (4 Wo.)Country |                   |
| 1988 | Where Does Love Go (When It’s Gone) Saddle the Wind                  | Country54 (8 Wo.)Country |                   |
| 1988 | I’ll Walk Before I Crawl Saddle the Wind                             | Country50 (8 Wo.)Country |                   |
| 1988 | The Heart Saddle the Wind                                            | Country64 (4 Wo.)Country |                   |
| 1989 | Love Is One of Those Words Labor of Love                             | Country56 (7 Wo.)Country |                   |
| 1989 | Give ’em My Number Labor of Love                                     | Country43 (9 Wo.)Country |                   |

Weitere Singles
- 1991: You Never Crossed My Mind
- 1991: I Want to Grow Old with You

### Gastbeiträge
| Jahr | Titel Album                                                            | Höchstplatzierung, Gesamtwochen, AuszeichnungChartsChartplatzierungen (Jahr, Titel, Album, Platzierungen, Wochen, Auszeichnungen, Anmerkungen) | Anmerkungen                            |
| Jahr | Titel Album                                                            | Country | Anmerkungen                            |
| ---- | ---------------------------------------------------------------------- | --- | -------------------------------------- |
| 1977 | Come a Little Bit Closer                                               | Country4 (16 Wo.)Country | mit Johnny Duncan                      |
| 1978 | On My Knees Take Me                                                    | Country1 (14 Wo.)Country | mit Charlie Rich                       |
| 1984 | A Place to Fall Apart It’s All in the Game                             | Country1 (22 Wo.)Country | mit Merle Haggard                      |
| 1987 | From Time to Time (It Feels Like Love Again) Partners / After Midnight | Country21 (12 Wo.)Country | mit Larry Gatlin & The Gatlin Brothers |

## Auszeichnungen
| Jahr | Org. | Award                       | Titel |
| ---- | ---- | --------------------------- | ----- |
| 1979 | TNN  | New Female Vocalist         |       |
| 1982 | CMA  | Female Vocalist Of The Year |       |
| 1983 | ACM  | Top Female Vocalist         |       |
| 1983 | CMA  | Female Vocalist Of The Year |       |
| 1983 | TNN  | Top Female Vocalist         |       |
| 1984 | TNN  | Top Female Vocalist         |       |